# وليد حجار
وُلِدَ الشاعر وليد حجار في عام 1948م من أبٍ و أمٍ فقيرين في مدينة حماة السورية و قد أمضى طفولته كبقية الأطفال متأثراً بالبيئة الاجتماعية العربية - الحمويـة التي كانت له سمة مميزة لما أكسبته الطبيعة الحالية في مدينة حماة السورية و عاصيها الجميل و صبغتها الأندلسية من رقّة وعذوية باللفظة الشعرية جعلته أثناء شبابه بدويا يعزف على أوتار ربابته وإيقاعات روحه ما يطرب و يشجي. توفي في دمشق عام 2008 إثر عمل جراحي في القلب عن عمر يناهز الستين عاما.

## أعماله الشعرية
كانت باكورة أعماله (أول الينبوع) في عام (1973) حيث عرّف على نفسه بقصائد رسم فيها عنفوانه و رفضه لكلّ العادات البالية و رسم لنا عالما من وحي شعره الماجن و هو من خلال ذلك يصور لنا رفضه القلق و آرائه المتبلورة.
و يعمق مساره الشعري في مجموعته الثانية (نظرات آسرة) عام (1976) ليؤكد ما بدأ به و يظهر مقدرته أكثر فأكثر في عالم الشعر بين أقرانه حيث يدخل في مجموعته الثالثة دخول الفاتحين بما أعطاه من شعر غزلي عرف به و اتسم بألوانه بقصائد أعطته أبعادا - جديدة و هوّية أظهرت ملامحه عن كثب في (العيون العطشى) عام 1980 . إضافة إلى قصائد عن الحياة (1996) و محطات على الطريق (2000).

## أسلوبه الشعري
لقد عزف الشاعر وليد الحجار على كل الأوتار و عاصر جميع التيارات الأدبية والشعرية في مدينة حماه وعلى مساحة الثقافة العربية مما أدى إلى تأثره بها و الاندماج معها في كل جديد، فهو قدّم القصيدة الاجتماعية و القومية و الرؤى الفلسفية بأسلوبه المعتاد كما قال عنه الأديب الناقد و القاص عبد الهادي طُبل ذات يوم:
(و إذا كان كل أديب أو شاعر يتمتع بميزة خاصة تعطيه هوّية و تمنحه اتجاها فان الشاعر وليد الحجار يتميّز بقصائده بوحدة الموضوع التي تجعل من أبياته - أو أبيات قصيدته وحدة متماسكة و متكاملة كحبات السبحة إذا انفرطت منها حبّة فقدت تماسكها و جمالها و رونقها).
و أصدر أخيراً و ليس بآخر مجموعته الشعرية (قصائد عن الحياة) عام 1996م) وقد نشر قصائده في عدة صحف و مجلات عربية مثل مجلة الأديب اللبنانية و الثقافة السورية و الضاد الحلبية و في الصحف اليومية و المحليّة مثل الفداء و الثورة السوريتين و البيان الإماراتية.
اقتطفت من عدة مقالات و بحوث نشرت عن الشاعر في الصحف و المجلات